# Supercopa Brasileira de Voleibol
A Supercopa Brasileira de Voleibol é uma competição anual organizada pela Confederação Brasileira de Voleibol (CBV). Participam do torneio duas equipes no feminino e duas no masculino e ambas qualificam-se por serem os campeões da Superliga e da Copa Brasil. A Supercopa é dirigida pela CBV, através da Unidade de Competições de Quadra.

## Regulamentação
São habilitados para a Supercopa Brasileira de Voleibol a equipe campeã da Superliga Série A e da Copa Brasil.
Caso a equipe campeão da Superliga Série A seja a mesma equipe campeã da Copa Brasil, ficará automaticamente, classificado à Supercopa o clube vice-campeão da Copa do Brasil.

## Transmissão
Os direitos de transmissão da Supercopa no Brasil pertence ao SporTV em TV fechada.

## Títulos

### Por clube

#### Feminino
| Equipe            | Títulos | Edições                |
| ----------------- | ------- | ---------------------- |
| Praia Clube       | 4       | 2018, 2019, 2020, 2021 |
| Rio de Janeiro    | 3       | 2015, 2016, 2017       |
| Minas Tênis Clube | 2       | 2023, 2024             |
| SESI-SP/Bauru     | 1       | 2022                   |

#### Masculino
| Equipe         | Títulos | Edições                            |
| -------------- | ------- | ---------------------------------- |
| Sada Cruzeiro  | 6       | 2015, 2016, 2017, 2021, 2022, 2024 |
| Vôlei Taubaté  | 2       | 2019, 2020                         |
| SESI-SP        | 1       | 2018                               |
| Vôlei São José | 1       | 2023                               |

### Por estado
| Estado              | Títulos | Vices |
| ------------------- | ------- | ----- |
| Minas Gerais        | 12      | 12    |
| São Paulo           | 5       | 6     |
| Rio de Janeiro      | 3       | 1     |
| Rio Grande do Norte | 0       | 1     |